# 月径桥
月径桥，位于山东省临清市先锋路街道。是中华人民共和国山东省省级文物保护单位之一。
2013年，列入第四批山东省文物保护单位，该文物保护单位是一座大运河遗址。